# Pociski rakietowe Standard
Pociski rakietowe Standard - rodzina amerykańskich morskich rakietowych pocisków przeciwlotniczych oraz antybalistycznych opracowanych początkowo jako następcy rakietowych systemów Terrier, Talos oraz Tartar. Pociski systemu standard zapewniać miały całodobową ponaddźwiękową obronę przeciwlotniczą okrętów i całego obszaru działania floty w każdych warunkach pogodowych na średnich i dalekich dystansach. Rodzina składa się z pięciu grup pocisków - SM-1, SM-2, SM-3, Sm-4 oraz Sm-6. System Sm-3 przeznaczony jest wyłącznie do zwalczania rakietowych pocisków balistycznych, Sm-4 stanowił system uderzeniowy na cele lądowe, pozostałe zaś grupy są pociskami przeciwlotniczymi.
Do 1992 system Standard rozwijany był przez General Dynamics Pomona Division, po przejęciu zaś firmy przez Hughes Missile Systems, rozwijany był przez joint venture z Raytheonem o nazwie Standard Missile Company, do momentu przejęcia Hughes Missile Systems przez Raytheon, który stał się odtąd jedynym producentem systemu.

## RIM-66 SM-2 Medium Range Block III/IIIA/IIIB
Dane podstawowe:
- Klasa: woda-powietrze
- Kontrahent: Raytheon
- Napęd: na paliwo stałe
- Typ głowicy: radar plus zapalnik uderzeniowy, odłamkowa
- Długość: 4,72 m
- Waga: 708 kg
- Średnica: 34,3 cm
- Rozpiętość: 1,08 m
- Zasięg: 74-167 km
- System naprowadzania: półaktywne naprowadzanie radarowe (naprowadzanie bezwładnościowe na podczerwień dodatkowo dołączone w Block IIIB)
- Rok wprowadzenia do linii: 1981 (SM-2MR)

## RIM-156 SM-2 Extended Range Block IV
Dane podstawowe:
- Klasa: woda-powietrze, Aegis Ballistic Missile Defense System (ochrona zespołu floty i strefy działania)
- Kontrahent: Raytheon
- Napęd: dwustopniowy na paliwo stałe
- Typ głowicy: radar plus zapalnik uderzeniowy, wybuchowa
- Długość: 6,55 m
- Waga: 1466 kg
- Średnica: 55,5 cm
- Rozpiętość: 1,08 m
- Zasięg: 185-370 km
- System naprowadzania: półaktywne naprowadzanie radarowe (naprowadzanie bezwładnościowe na podczerwień dodatkowo dołączone w Block IVA)

Program tego pocisku został anulowany już po przyznaniu Marynarce USA środków budżetowych na zakup 400 sztuk SM-2ER Block IV, z powodu przekroczenia kosztów programu niemal o połowę oraz jego znacznych opóźnień. W związku z tą decyzją, pocisk ten nigdy nie wszedł do standardowego wyposażenia floty.

## RIM-161 Standard Missile 3 (SM-3) Block I/Ia
Dane podstawowe:
- Klasa: woda-powietrze, Aegis Ballistic Missile Defense System
- Kontrahent: Raytheon
- Napęd: czterostopniowy, na paliwo stałe
- Typ głowicy: egzoatmosferyczna kinetyczna LEAP
- Długość: 6,55 m
- Waga: 1,501 kg
- Średnica: 0,43 m
- Rozpiętość: 1,57 m
- Zasięg: 500 km
- Prędkość: 2,66 km/s
- System naprowadzania: półaktywne naprowadzanie radarowe, GPS/INS, pasywny system wyszukiwania i naprowadzania LWIR modułu LEAP.
- Rok wprowadzenia do linii: 2004

## Raytheon RIM-161 Standard Missile 3 Block IIA
Dane podstawowe:
- Klasa: woda-powietrze, Aegis Ballistic Missile Defense System
- Kontrahent: Raytheon
- Napęd: trzystopniowy, na paliwo stałe
- Typ głowicy: kinetyczna/LEAP (w pszyszłości MKV)
- Długość: nieznana
- Waga: nieznana
- Średnica: 0,53 m
- Rozpiętość: nieznana
- Zasięg: > 500 km
- Pułap: > 160 km
- Prędkość: 4,5 km/s
- System naprowadzania: nieznany
- Rok wprowadzenia do linii: 2016 (planowany)

## SM-6 ERAM
(w fazie projektowania)
Dane podstawowe:
- Klasa: woda-powietrze, Aegis BMD
- Kontrahent: Raytheon
- Napęd: dwustopniowy na paliwo stałe
- Typ głowicy: odłamkowa (Mk125 Mod 1)
- Długość: 6,55 m
- Waga: 1500 kg
- Średnica: 0,34 m
- Rozpiętość: 1,57 m
- Zasięg: 370,4 km
- Pułap: 33 000 m
- System naprowadzania: aktywne, półaktywne
- Rok wprowadzenia do linii: 2010 (planowany)

Poza horyzontalny (over-horizont) i ponad lądowy (over-land) pocisk dalekiego zasięgu służący do zwalczania zarówno samolotów jak i pocisków manewrujących o niskim wskaźniku RCS. Zawierać ma m.in. system wyszukiwawczo-naprowadzający pocisku AIM-120-C7 AMRAAM.